# Opération noire

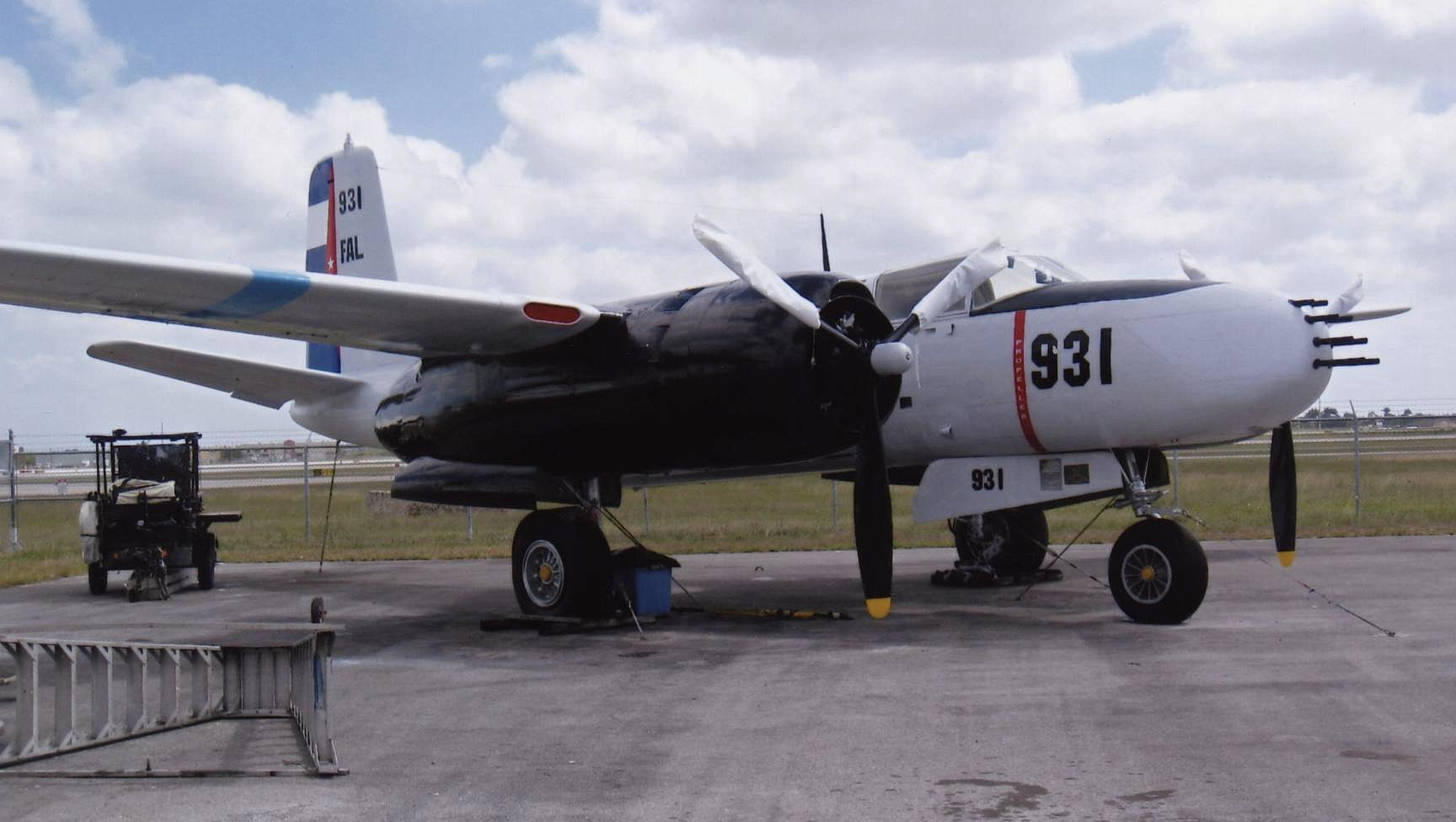
Ce Douglas A-26 Invader américain est peint aux couleurs des forces aériennes de Cuba en prévision du débarquement de la baie des Cochons en avril 1961. Il appartient à la force paramilitaire Brigade 2506 subventionnée par la CIA.

Une opération noire (black operation ou black op en anglais) est une opération clandestine d'un gouvernement, d'une agence gouvernementale, d'une organisation militaire ou d'une organisation paramilitaire. Elle peut être déléguée à une société ou des groupes offrant ces services. Elle présente deux aspects essentiels : elle est secrète, clandestine, et elle ne peut être imputée à son commanditaire. Ce type d'opération se distingue d'une opération secrète par la tromperie, dans le but de cacher le commanditaire ou de rejeter la responsabilité sur une autre organisation (donc, des opérations sous fausse bannière),.
Elle est parfois appelée « opération sac noir » (black bag operation en anglais) quand il s'agit d'une intrusion clandestine dans le but d'obtenir des renseignements d'origine humaine. La DGSE, Le FBI, la CIA, le Mossad, le MI6, l'ISI, le DGFI, le RAW, le MSS et d'autres services de renseignements ont commandé ou exécuté ce type d'opération.

## Étymologie
Le mot « noir » est employé pour qualifier toute activité secrète ou clandestine des gouvernements. Par exemple, des opérations militaires et de renseignement sont financées à même des budgets noirs. La répartition de ces budgets ne sont pas divulgués en général. Aux États-Unis, ces sommes ne sont soumises à aucun contrôle du Congrès des États-Unis,. Cependant, Edward Snowden a révélé que le budget noir des États-Unis en 2012 s'élève à 55 milliards.

## Opérations connues
En 2007, la CIA a déclassifié des dossiers secrets détaillant des écoutes illégales en sol américain, des complots d'assassinats ou d'enlèvements, et des opérations d'infiltration d'autres opérations noires ; ces opérations ont été menées dans les années 1950 jusqu'au début des années 1970. Le directeur de la CIA, Michael Hayden, a expliqué ses raisons de le faire, affirmant qu'ils constituent « un aperçu d'une époque très différente et d'une agence très différente ».
En mai 2007, la chaîne de télévision ABC News et plus tard le journal Daily Telegraph ont rapporté que le président américain George W. Bush a autorisé la CIA à lancer des opérations noires en Iran dans le but de provoquer un changement de régime et de saboter le programme nucléaire de l'Iran,. ABC News a été critiquée par la suite pour avoir rapporté ces opérations secrètes. Par exemple, le candidat à la présidence Mitt Romney a déclaré en 2008 qu'il était « choqué par le reportage d'ABC News sur les opérations secrètes en Iran », mais ABC News a répliqué que le gouvernement américain et la CIA connaissaient ses intentions de diffuser ces informations et ne s'y sont pas opposés.